# Ewdokija Popadinowa
Ewdokija Popadinowa (bułg. Евдокия Попадинова; ur. 26 października 1996 w Chadżidimowie) – bułgarska piłkarka grająca na pozycji napastniczki w Napoli Calcio Femminile.

## Kariera klubowa
Jest córką Nadieżdy Popadinowej. Ewdokija rozpoczęła karierę klubową, grając dla bułgarskiej Sportiki Błagojewgrad. W późniejszym czasie przeniosła się do Anglii i podpisała kontrakt z Bristol City W.F.C.. Stała się tym samym pierwszą Bułgarką, która pojawiła się w FA WSL 1. W marcu 2016 Popadinowa znalazła się w drużynie FA WSL 2, London Bees.
W tym samym roku Popadinowa zapisała się na University of Northwestern Ohio, aby móc brać udział w zawodach sportowych organizowanych przez National Association of Intercollegiate Athletics. Po dwóch latach gry w Racers przeszła do Florida Gulf Coast Eagles z NCAA Division I. Jeszcze przed rozpoczęciem sezonu znalazła się na prestiżowej liście MAC Hermann Trophy Watch List, jako jedna z zaledwie dwóch zawodniczek z jej konferencji. Była również  zawodniczką duńskiego Aalborga BK, obecnie reprezentuje barwy włoskiego Napoli Calcio Femminile.

## Kariera reprezentacyjna
20 sierpnia 2013 roku, w wieku 16 lat, Popadinowa zadebiutowała w reprezentacji Bułgarii. Jej zespół wygrał wtedy w Skopje z Macedonkami 4:2.

## Nagrody i wyróżnienia
- Piłkarka roku w Bułgarii (5): 2016[12], 2017[13], 2018[14], 2019[15], 2020[16]
- Nowicjusz Roku WHAC: 2016[17]
- Ofensywny Gracz Roku WHAC: 2017[18]
- NAIA First Team All-American: 2016[19], 2017[20]